# Daisy Lúcidi
Daisy Lopes Lúcidi Mendes (Río de Janeiro, 10 de agosto de 1929-ib., 7 de mayo de 2020) fue una actriz, política y locutora de radio brasileña.

## Biografía
Fue concejal y representante del Estado de Río de Janeiro por el PDS, PFL y el PPR, respectivamente. Dirigió el programa Hola, Daisy, en la Rádio Nacional de Río de Janeiro, entre 1971 y 2020. Al mismo tiempo, dirigió y protagonizó varios episodios del programa radial Teatro Misterio.
Fue la viuda del periodista deportivo Luiz Mendes y madre del también fallecido cantante y compositor Junior Mendes. Falleció a los noventa años en el Hospital São Lucas de Río de Janeiro el 7 de mayo de 2020 a causa de la COVID-19.

## Filmografía

### Televisión
- 2015 - Mujeres ambiciosas - Dulce de Medeiros Melo Porto
- 2014 - Geração Brasil .... Marlene
- 2013 - Tapas y beijos .... Amélia (Participación especial)
- 2010 - Passione .... Valentina
- 2008 - Essa História Dava um Filme - Multishow .... Correctora de Inmóviles (Participación especial)
- 2007 - Paraíso Tropical .... Iracema
- 1976 - O Casarão .... Alice Sousa Lins
- 1975 - Bravo!
- 1974 - Supermanoela .... Maria Elvira
- 1973 - João da Silva .... Norma
- 1969 - Enquanto Houver Estrelas .... Liliane
- 1967 - O Homem Proibido
- 1962 - Nuvem de Fogo

### Cine
- 2013 - Vendo ou Alugo ... Kita
- 2012 - As Aventuras de Agamenon, o Repórter ... Isaura Coroa
- 1974 - Quatro contra o Mundo ... —
- 1972 - Eu Transo, Ela Transa ... Dedé
- 1952 - Dentro da Vida ... Marta
- 1948 - Folias Cariocas ... —